# Lothar Gall

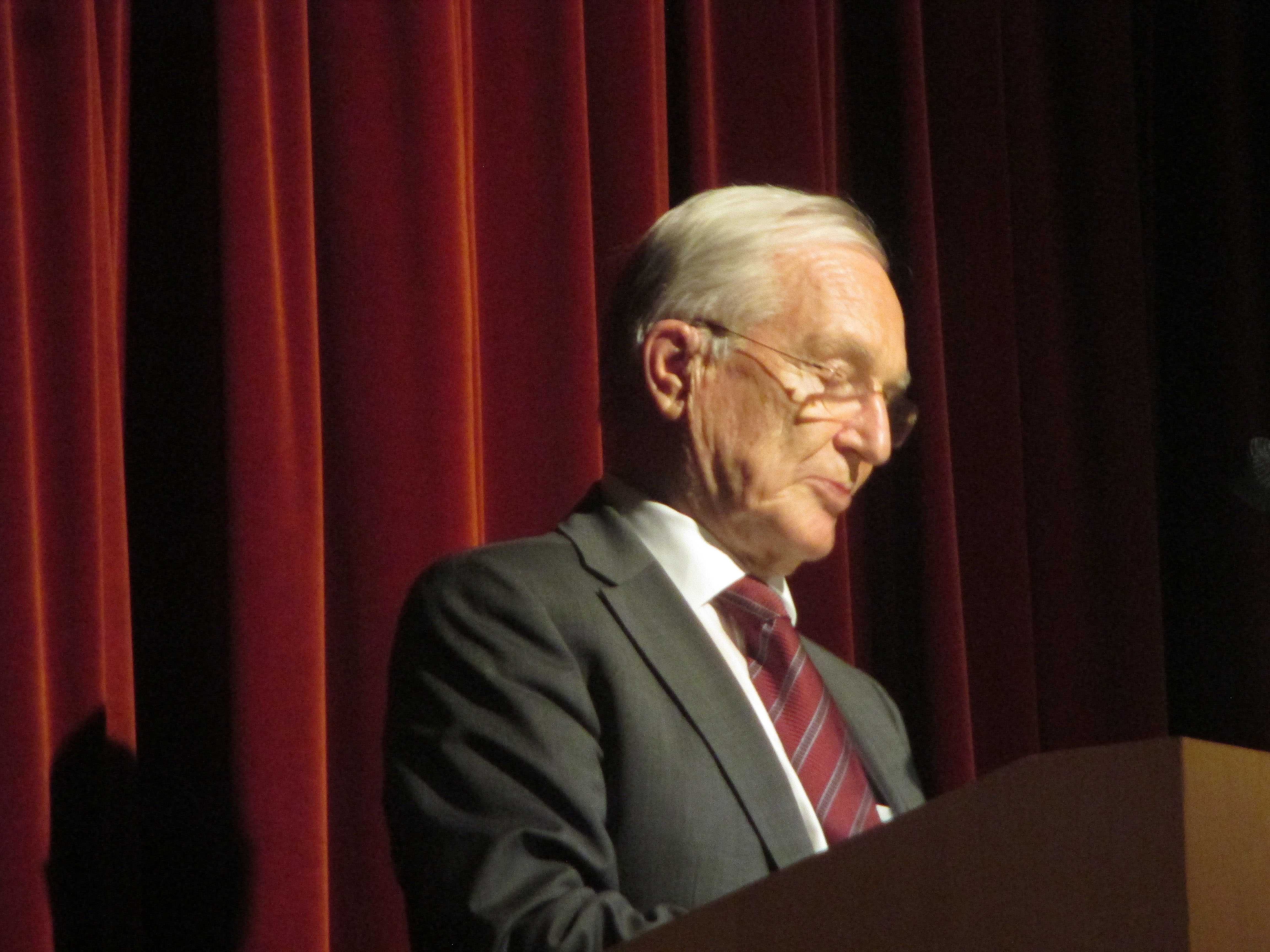
Lothar Gall auf dem Kolloquium des Archivs des Liberalismus der Friedrich-Naumann-Stiftung für die Freiheit in Aumühle, 2014

Lothar Gall (* 3. Dezember 1936 in Lötzen, Ostpreußen; † 20. Juni 2024 in Wiesbaden) war ein deutscher Historiker. Gall veröffentlichte Biographien über die Mannheimer Kaufmannsfamilie Bassermann, den Essener Industriellen Krupp, den Bankier Hermann Josef Abs sowie zuletzt über Walther Rathenau und Wilhelm von Humboldt.

## Leben

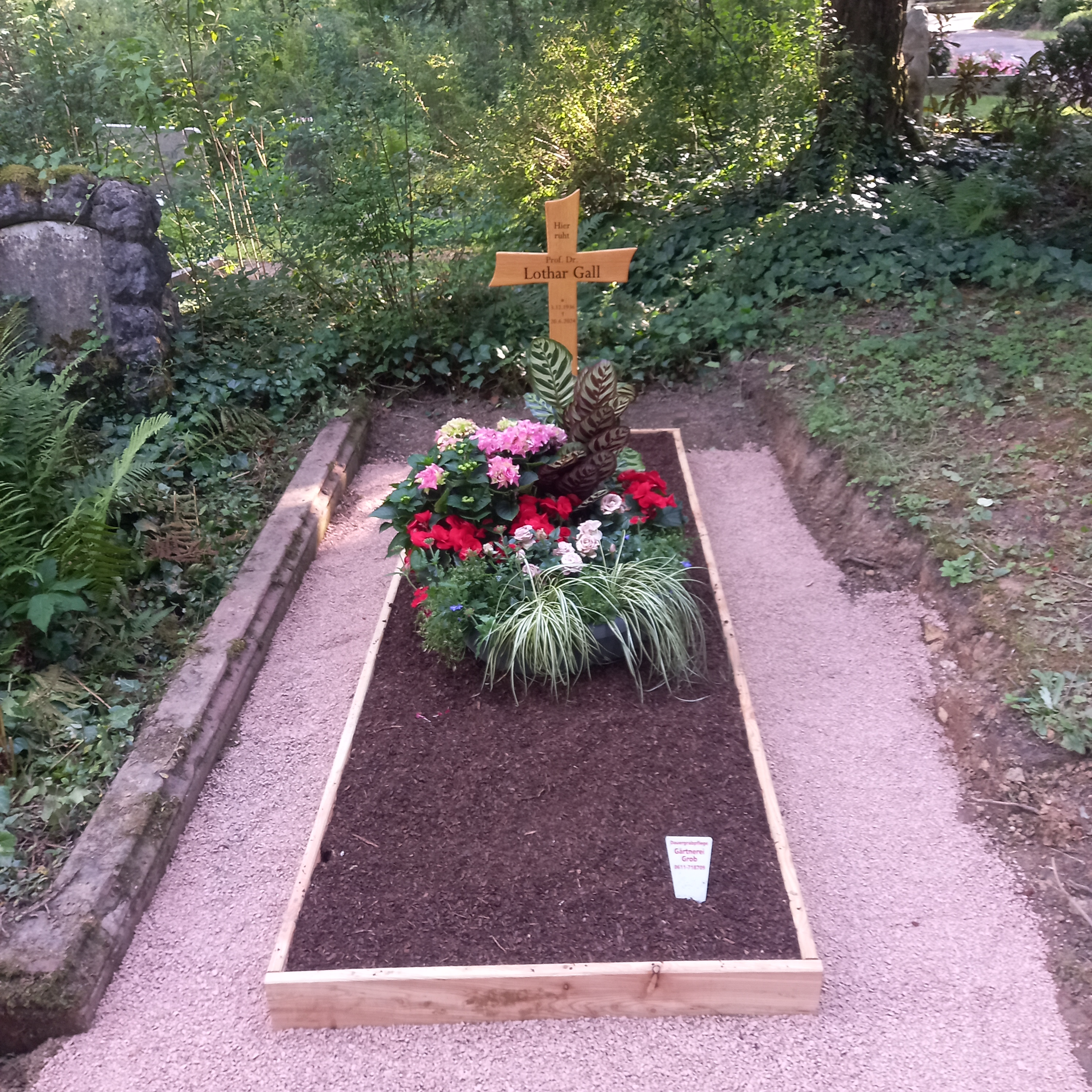
Das Grab von Lothar Gall auf dem Nordfriedhof (Wiesbaden)

In seinem Geburtsort konnte Gall die Schule kriegsbedingt nur unregelmäßig besuchen; 1944 floh er mit seiner Familie über Bochum und Stuttgart nach München. Sein Vater, Generalleutnant Franz Gall, fiel Ende 1944 in Italien. In Niederbayern im Bayerischen Wald beendete Lothar Gall die vierte Klasse und besuchte anschließend neun Jahre lang das Internat in Salem.
Im Jahre 1956 begann Gall an der Universität München ein Studium der Geschichte, Romanistik und Germanistik. Ursprünglich wollte er, so wie es in seiner Familie Tradition war, Rechtswissenschaften studieren, besuchte jedoch im ersten Semester eine Vorlesung von Franz Schnabel, die sein Interesse für die Geschichtswissenschaften weckte. Ab dem dritten Semester nahm er regelmäßig an dessen Seminar teil und promovierte 1960 bei ihm  mit einer Arbeit über den französischen Liberalen Benjamin Constant. Schnabel vermittelte Gall daraufhin ein Stipendium am Institut für Europäische Geschichte in Mainz. Nach einem Stipendium der Deutschen Forschungsgemeinschaft zwischen 1962 und 1965 ging er an die Universität zu Köln, wo er sich bei Theodor Schieder 1967 in Mittelalterlicher und Neuerer Geschichte habilitierte; die Arbeit trug den Titel Der Liberalismus als regierende Partei und behandelte das Großherzogtum Baden in den 1860er Jahren.
Gall wurde 1968 Professor an der Justus-Liebig-Universität Gießen und übernahm vier Jahre später einen Lehrstuhl an der Freien Universität Berlin. 1972/73 war er für eine Gastprofessur an der Universität Oxford beurlaubt. 1975 wurde er auf einen Lehrstuhl für Neuere Geschichte an die Goethe-Universität Frankfurt am Main berufen, auf dem er bis zu seiner Emeritierung 2005 lehrte.
Gall war von 1975 bis 2015 Herausgeber der Historischen Zeitschrift und Mitglied zahlreicher geschichtswissenschaftlicher Vereinigungen. Ab 1989 war er korrespondierendes Mitglied der Bayerischen Akademie der Wissenschaften und von 1997 bis 2012 stand er der Historischen Kommission bei der Bayerischen Akademie der Wissenschaften vor. Von 1997 bis 2011 war er gleichzeitig auch Kuratoriumsvorsitzender des Historischen Kollegs in München. Der Akademie der Wissenschaften zu Göttingen gehörte er ebenfalls als korrespondierendes Mitglied an. Außerdem war er Mitglied der Vereinigung für Verfassungsgeschichte, Vorsitzender der Frankfurter Historischen Kommission und von 1992 bis 1996 Vorsitzender im Verband der Historiker und Historikerinnen Deutschlands.
Zu Galls Schülern gehören unter anderem Gisela Mettele, Dieter Hein, Ralf Roth, Andreas Schulz und Ralf Zerback.
Verheiratet war Gall mit der Mezzosopranistin und Gesangsprofessorin Claudia Eder. Gall starb im Juni 2024 im Alter von 87 Jahren.

## Werke
Zu den Schwerpunkten von Galls Forschungen zählten die Geschichte des europäischen Liberalismus, Nation und Nationalstaat in Europa, die Sozialgeschichte des Bürgertums, die europäische Geistesgeschichte des 19. und 20. Jahrhunderts, die Geschichte des Unternehmers Friedrich Krupp sowie die Wissenskultur und der gesellschaftliche Wandel.
In der Öffentlichkeit hatte sich Gall vor allem den Ruf eines brillanten Experten auf den Gebieten der Bismarck-Forschung und der deutschen Sozial- bzw. Wirtschaftsgeschichte erworben. Sein 1980 erschienenes Werk Bismarck. Der weiße Revolutionär gilt als erste Bismarck-Biographie modernen Zuschnitts, verkaufte sich allein auf Deutsch über 200.000 Mal und wurde in vier Sprachen übersetzt. Das 1987 begonnene, die bürgerlichen Lebensverhältnisse untersuchende Forschungsprogramm „Stadt und Bürgertum im 19. Jahrhundert“ mündete u. a. im Werk Bürgertum in Deutschland (1989). 1998 kuratierte Gall die Jubiläumsausstellung zur Revolution von 1848/49: Aufbruch zur Freiheit. Eine weitere wichtige Veröffentlichung war Krupp. Der Aufstieg eines Industrieimperiums (2000); außerdem gehörte Gall zu den Herausgebern der Handbuchreihen Oldenbourg Grundriss der Geschichte und Enzyklopädie deutscher Geschichte.

## Ehrungen und Auszeichnungen
- Wolf-Erich-Kellner-Preis (1968)[6]
- Verdienstkreuz 1. Klasse des Verdienstordens der Bundesrepublik Deutschland (1983)
- Großes Verdienstkreuz des Verdienstordens der Bundesrepublik Deutschland (1987)
- Gottfried-Wilhelm-Leibniz-Preis der DFG (1988)
- Herbert-Quandt-Medien-Preis (1990)
- Balzan-Preis für Geschichte: Gesellschaften des 19. und 20. Jahrhunderts (1993)
- Chauvi des Jahres (1995)[7]
- Großes Verdienstkreuz mit Stern der Verdienstordens der Bundesrepublik Deutschland (1998)
- Hessischer Verdienstorden (2006)[8]

## Schriften (Auswahl)
- Benjamin Constant. Seine politische Ideenwelt und der deutsche Vormärz (= Veröffentlichungen des Instituts für Europäische Geschichte Mainz. Bd. 30, ISSN 0537-7919). Steiner, Wiesbaden 1963 (Teilweise zugleich: München, Universität, Dissertation).
- Der Liberalismus als regierende Partei. Das Großherzogtum Baden zwischen Restauration und Reichsgründung (= Veröffentlichungen des Instituts für Europäische Geschichte Mainz. Bd. 47). Steiner, Wiesbaden 1968 (Zugleich: Köln, Universität, Habilitations-Schrift).
- Bismarck. Der weiße Revolutionär. Propyläen-Verlag, Frankfurt am Main u. a. 1980, ISBN 3-549-07397-6 (mehrere Auflagen; auch in italienischer, französischer, englischer und japanischer Sprache).
- Europa auf dem Weg in die Moderne. 1850–1890 (= Oldenbourg Grundriss der Geschichte. Bd. 14). Oldenbourg, München u. a. 1984, ISBN 3-486-49771-5 (mehrere Auflagen).
- mit Karl-Heinz Jürgens: Bismarck. Lebensbilder. Lübbe, Bergisch Gladbach 1990, ISBN 3-7857-0569-7.
- Bürgertum in Deutschland. Siedler, Berlin 1989, ISBN 3-88680-259-0 (in italienischer Sprache: Borghesia in Germania. Traduzione di Amelia Valtolina. Rizzoli, Mailand 1992, ISBN 88-17-33358-1). – dargestellt am Beispiel der südwestdeutschen Familie Bassermann
- Bismarck. Ein Lebensbild. Lübbe, Bergisch Gladbach 1991, ISBN 3-7857-0599-9.
- „Der hiesigen Stadt zu einer wahren Zierde und deren Bürgerschaft nützlich“. Städel und sein „Kunst-Institut“. Städelscher Museums-Verein, Frankfurt am Main 1991.
- Von der ständischen zur bürgerlichen Gesellschaft (= Enzyklopädie deutscher Geschichte. Bd. 25). Oldenbourg, München 1993, ISBN 3-486-55753-X.
- Die Germania als Symbol nationaler Identität im 19. und 20. Jahrhundert. In: Nachrichten der Akademie der Wissenschaften Göttingen, I. Philologisch-Historische Klasse 1993, S. 35–88.
- mit Gerald D. Feldman, Harold James, Carl-Ludwig Holtfrerich, Hans E. Büschgen: Die Deutsche Bank. 1870–1995. Beck, München 1995, ISBN 3-406-38945-7.
  - S. 1–135: Die Deutsche Bank von ihrer Gründung bis zum Ersten Weltkrieg 1870–1914.
- mit Ralf Roth: 1848/49. Die Eisenbahn und die Revolution. Deutsche Bahn AG, Berlin 1999.
- Otto von Bismarck und Wilhelm II. Repräsentanten eines Epochenwechsels? (= Friedrichsruher Beiträge. Bd. 4). Otto-von-Bismarck-Stiftung, Friedrichsruh 1999, ISBN 3-933418-03-8.
- Krupp. Der Aufstieg eines Industrieimperiums. Siedler, Berlin 2000, ISBN 3-88680-583-2.
- Der Bankier Hermann Josef Abs. Eine Biographie. Beck, München 2004, ISBN 3-406-52195-9.
- Otto von Bismarck – Bild und Image (= Friedrichsruher Beiträge. Bd. 27). Otto-von-Bismarck-Stiftung, Friedrichsruh 2006, ISBN 3-933418-30-5.
- Walther Rathenau. Portrait einer Epoche. Beck, München 2009, ISBN 978-3-406-57628-7.
- Wilhelm von Humboldt. Ein Preuße von Welt. Propyläen-Verlag, Berlin 2011, ISBN 978-3-549-07369-8.
- Franz Adickes. Oberbürgermeister und Universitätsgründer. Societäts-Verlag, Frankfurt am Main 2013, ISBN 978-3-95542-018-5.
- Hardenberg. Reformer und Staatsmann. Piper, München 2016, ISBN 978-3-492-05798-1.

Herausgeberschaften
- Das Bismarck-Problem in der Geschichtsschreibung nach 1945 (= Neue wissenschaftliche Bibliothek. Bd. 42, ISSN 0548-3018). Kiepenheuer & Witsch, Köln u. a. 1971.
- FFM 1200. Traditionen und Perspektiven einer Stadt. Thorbecke, Sigmaringen 1994, ISBN 3-7995-1203-9 (Ausstellungskatalog).
- mit Manfred Pohl: Die Eisenbahn in Deutschland. Von den Anfängen bis zur Gegenwart. Beck, München 1999, ISBN 3-406-45334-1.
- Krupp im 20. Jahrhundert. Die Geschichte des Unternehmens vom Ersten Weltkrieg bis zur Gründung der Stiftung. Siedler, Berlin 2002, ISBN 978-3-88680-742-0.